# Yevgueni Borisov
Yevgueni Borisov (Rusia, 7 de marzo de 1984) es un atleta ruso especializado en la prueba de 60 m vallas, en la que consiguió ser medallista de bronce mundial en pista cubierta en 2008.

## Carrera deportiva
En el Campeonato Mundial de Atletismo en Pista Cubierta de 2008 ganó la medalla de bronce en los 60 m vallas, llegando a meta en un tiempo de 7.60 segundos, tras el chino Liu Xiang, el estadounidense Allen Johnson (plata con 7.55 segundos) y empatado con el letón Staņislavs Olijars.